# Alysha Umphress
Alysha Umphress (1982) es una actriz y cantante estadounidense.

## Vida y carrera
Nacida en Concord, California, Umphress tiene una lejana ascendencia nativoamericana por parte paterna, y por parte materna tiene ascendencia italiana, ya que su abuela es italiana. A los seis años de edad participó de una obra musical llamada Annie y a lo largo de su niñez actuó en obras de teatros locales como Into the Woods, Hello, Dolly!, Show Boat y El mago de Oz.
De adolescente comenzó a interesarse por el jazz mientras estudiaba canto y durante la secundaria formó una banda de jazz que llegaría a ser telonera de Diana Krall en un festival de jazz de California. Su primer trabajo profesional como actriz fue durante su primera año en la secundaria, haciendo el papel principal en Fab! (también conocida como A Slice of Saturday Night), un musical sobre adolescentes en la década de 1960. Por este papel, Umphress se llevó un premio por parte del círculo de críticos de la Bahía de San Francisco.
Después de la secundaria se mudó a Boston para asistir al Boston Conservatory. Al mismo tiempo, para pagar sus gastos trabajó durante el verano en California como supervisora de un teatro, como barista en Starbucks y como camarera. Después de terminar la universidad se mudó a Nueva York en 2004. Una vez en Nueva York, Umphress continuó con su carrera como cantante mientras trabajaba en el restaurante Ellen's Stardust Diner ubicado en el Theater District. Durante esa época comenzó a hacerse conocida como cantante en cabarés y clubes.
En 2007 coprotagonizó la obra Funked Up Fairy Tales en la Barrington Stage Company de Boston, Más tarde ese mismo año, participó como sustituta en la obra off-Broadway Make Me a Song.
Debutó como actriz en Broadway con el musical American Idiot en 2010, proyecto de la banda Green Day con el cual permaneció trabajando durante todo el año en Broadway y actuó en los Premios Grammy, el Macy's Thanksgiving Day Parade, el primer partido de los New York Jets y Late Night with Jimmy Fallon. A continuación tuvo papeles en obras como Priscilla, reina del desierto (2011), On a Clear Day You Can See Forever (2011), Bring It On the Musical (2012) y su primer papel como protagonista en Broadway: On the Town (2014). En enero de 2015 lanzó su álbum debut como cantante, titulado I've Been Played: Alysha Umphress Swings Jeff Blumenkrantz.
Además de actuar en el teatro, ha tenido papeles en la televisión. Tuvo una breve participación en la serie Law & Order: Special Victims Unit en un episodio de 2010 y más tarde en la serie Nurse Jackie, junto a Edie Falco. También apareció en el cine interpretando a una amiga de Evan Rachel Wood en la escena de la graduación en Across the Universe (2007).